# Schlägl
Schlägl est une ancienne commune autrichienne du district de Rohrbach en Haute-Autriche, aujourd'hui incorporée à la commune d'Aigen-Schlägl.

## Architecture

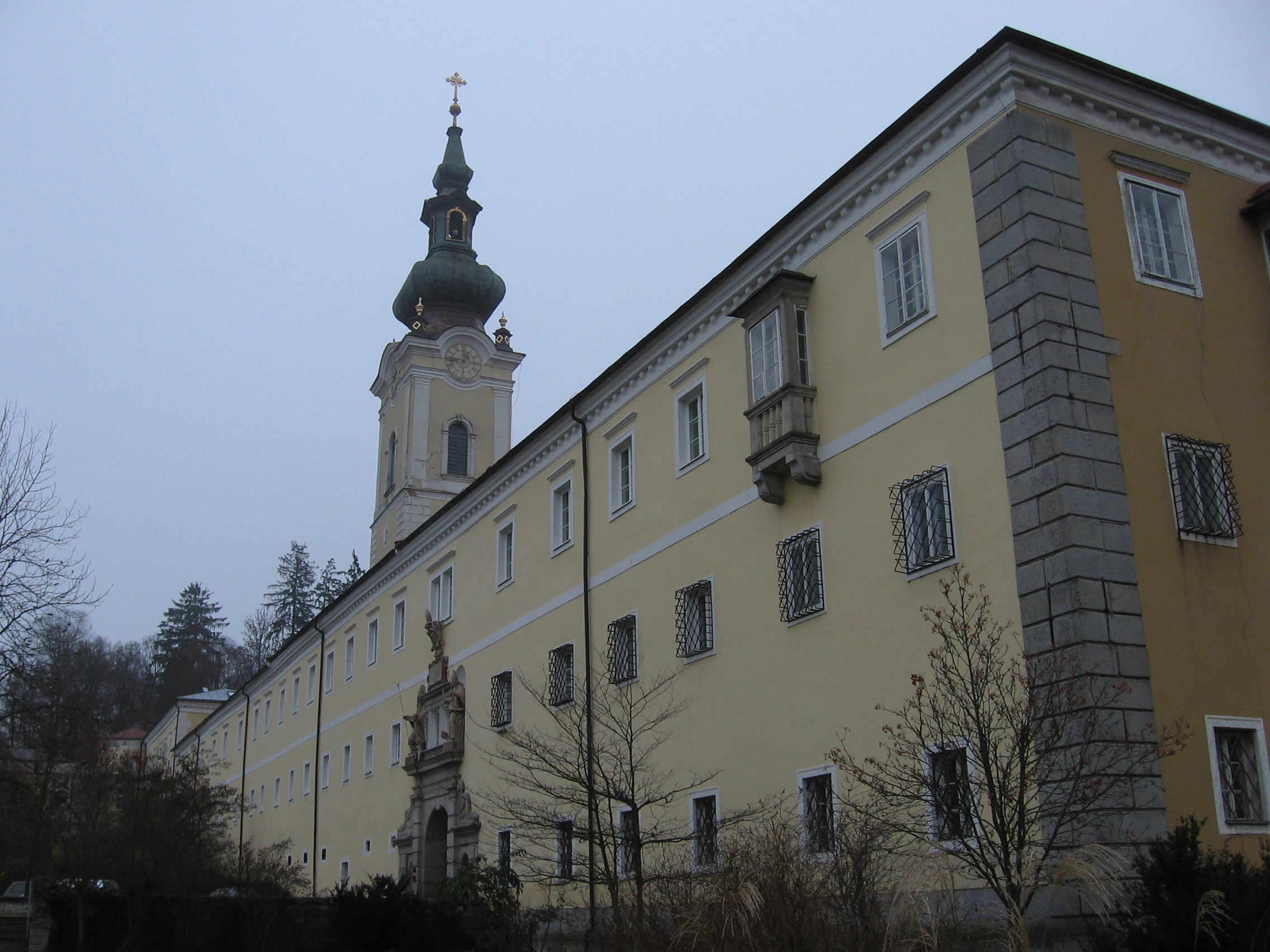
L'abbaye de Schlägl

- Abbaye de Schlägl (de), abbaye de prémontrés datant du début du XIIIe siècle